# Nihat Kahveci
Nihat Kahveci (Istanbul, 23 novembre 1979) è un ex calciatore turco, di ruolo attaccante.

## Carriera

### Club
Cresciuto nel vivaio del Beşiktaş, ha esordito in prima squadra nella stagione 1997-1998. Nel gennaio 2002 si è trasferito in Spagna, acquistato dal Real Sociedad, squadra in cui segnò 58 gol in 133 presenze in Primera División, di cui 23 nella stagione 2002-2003, suo record personale.
Nel 2006 è passato a parametro zero dal Villarreal. Si è infortunato gravemente durante la stagione 2006-2007 rompendosi in allenamento i legamenti del ginocchio sinistro. Il 28 giugno 2009 è ritornato in Turchia dopo essere stato ingaggiato dal Beşiktaş per quattro stagioni. Il 19 maggio 2011 ha rescisso il suo contratto con la società turca e nel gennaio del 2012 ha annunciato il suo ritiro dal calcio giocato.

### Nazionale
Con la Nazionale turca ha partecipato al campionato del mondo 2002, classificandosi al 3º posto. Partecipa anche ai campionati europei del 2008 dove nella terza gara del primo turno giocatasi a Ginevra contro la Repubblica Ceca, segna due dei tre gol (l'altro è di Arda) che ribaltano il risultato del match da 0-2 a 3-2 nel giro di 15 minuti e che consentono ai turchi di qualificarsi a sorpresa ai quarti di finale a scapito proprio dei cechi.

## Statistiche

### Presenze e reti nei club
Statistiche aggiornate al 25 aprile 2011.
| Stagione             | Squadra              | Campionato           | Campionato | Campionato | Coppe nazionali | Coppe nazionali | Coppe nazionali | Coppe europee | Coppe europee | Coppe europee | Altre coppe | Altre coppe | Altre coppe | Totale | Totale |
| Stagione             | Squadra              | Comp                 | Pres       | Reti       | Comp            | Pres            | Reti            | Comp          | Pres          | Reti          | Comp        | Pres        | Reti        | Pres   | Reti   |
| -------------------- | -------------------- | -------------------- | ---------- | ---------- | --------------- | --------------- | --------------- | ------------- | ------------- | ------------- | ----------- | ----------- | ----------- | ------ | ------ |
| 1997-1998            | Beşiktaş             | SL                   | 11         | 2          | CT              | 5               | 1               | -             | -             | -             | ST          | 1           | 1           | 17     | 4      |
| 1998-1999            | Beşiktaş             | SL                   | 28         | 7          | CT              | 7               | 1               | CdC           | 1             | 0             | CA          | 1           | 0           | 37     | 8      |
| 1999-2000            | Beşiktaş             | SL                   | 32         | 7          | CT              | 0               | 0               | UCL           | 2             | 0             | -           | -           | -           | 34     | 7      |
| 2000-2001            | Beşiktaş             | SL                   | 31         | 5          | CT              | 3               | 1               | UCL           | 9             | 2             | -           | -           | -           | 43     | 8      |
| 2001-gen. 2002       | Beşiktaş             | SL                   | 13         | 6          | CT              | 1               | 0               | -             | -             | -             | -           | -           | -           | 14     | 6      |
| gen.-giu. 2002       | Real Sociedad        | PD                   | 11         | 1          | -               | -               | -               | -             | -             | -             | -           | -           | -           | 11     | 1      |
| 2002-2003            | Real Sociedad        | PD                   | 35         | 23         | CR              | 1               | 0               | -             | -             | -             | -           | -           | -           | 36     | 23     |
| 2003-2004            | Real Sociedad        | PD                   | 32         | 13         | CR              | 0               | 0               | UCL           | 8             | 0             | -           | -           | -           | 40     | 13     |
| 2004-2005            | Real Sociedad        | PD                   | 23         | 13         | CR              | 0               | 0               | -             | -             | -             | -           | -           | -           | 23     | 13     |
| 2005-2006            | Real Sociedad        | PD                   | 32         | 7          | CR              | 0               | 0               | -             | -             | -             | -           | -           | -           | 32     | 7      |
| Totale Real Sociedad | Totale Real Sociedad | Totale Real Sociedad | 133        | 57         |                 | 1               | 0               |               | 8             | 0             |             | -           | -           | 142    | 57     |
| 2006-2007            | Villarreal           | PD                   | 9          | 0          | CR              | 2               | 3               | CI            | 2             | 1             | -           | -           | -           | 13     | 4      |
| 2007-2008            | Villarreal           | PD                   | 34         | 18         | CR              | 2               | 0               | CU            | 6             | 3             | -           | -           | -           | 42     | 21     |
| 2008-2009            | Villarreal           | PD                   | 19         | 0          | CR              | 0               | 0               | UCL           | 4             | 0             | -           | -           | -           | 23     | 0      |
| Totale Villarreal    | Totale Villarreal    | Totale Villarreal    | 62         | 18         |                 | 4               | 3               |               | 12            | 4             |             | -           | -           | 78     | 25     |
| 2009-2010            | Beşiktaş             | SL                   | 23         | 3          | CT              | 3               | 2               | UCL           | 4             | 0             | ST          | 1           | 0           | 31     | 5      |
| 2010-2011            | Beşiktaş             | SL                   | 11         | 0          | CT              | 2               | 0               | UEL           | 8             | 4             | -           | -           | -           | 21     | 4      |
| Totale Beşiktaş      | Totale Beşiktaş      | Totale Beşiktaş      | 149        | 30         |                 | 21              | 5               |               | 24            | 6             |             | 3           | 1           | 197    | 42     |
| Totale carriera      | Totale carriera      | Totale carriera      | 344        | 106        |                 | 26              | 8               |               | 44            | 10            |             | 3           | 1           | 417    | 125    |

### Cronologia presenze e reti in nazionale
| Cronologia completa delle presenze e delle reti in nazionale ― Turchia | Cronologia completa delle presenze e delle reti in nazionale ― Turchia | Cronologia completa delle presenze e delle reti in nazionale ― Turchia | Cronologia completa delle presenze e delle reti in nazionale ― Turchia | Cronologia completa delle presenze e delle reti in nazionale ― Turchia | Cronologia completa delle presenze e delle reti in nazionale ― Turchia | Cronologia completa delle presenze e delle reti in nazionale ― Turchia | Cronologia completa delle presenze e delle reti in nazionale ― Turchia |
| Data                                                                   | Città                                                                  | In casa                                                                | Risultato                                                              | Ospiti                                                                 | Competizione                                                           | Reti                                                                   | Note                                                                   |
| ---------------------------------------------------------------------- | ---------------------------------------------------------------------- | ---------------------------------------------------------------------- | ---------------------------------------------------------------------- | ---------------------------------------------------------------------- | ---------------------------------------------------------------------- | ---------------------------------------------------------------------- | ---------------------------------------------------------------------- |
| 7-10-2000                                                              | Göteborg                                                               | Svezia                                                                 | 1 – 1                                                                  | Turchia                                                                | Qual. Mondiali 2002                                                    | -                                                                      |                                                                        |
| 11-10-2000                                                             | Baku                                                                   | Azerbaigian                                                            | 0 – 1                                                                  | Turchia                                                                | Qual. Mondiali 2002                                                    | -                                                                      |                                                                        |
| 28-2-2001                                                              | Amsterdam                                                              | Paesi Bassi                                                            | 0 – 0                                                                  | Turchia                                                                | Amichevole                                                             | -                                                                      |                                                                        |
| 25-4-2001                                                              | Gaziantep                                                              | Turchia                                                                | 0 – 2                                                                  | Albania                                                                | Amichevole                                                             | -                                                                      |                                                                        |
| 15-8-2001                                                              | Oslo                                                                   | Norvegia                                                               | 1 – 1                                                                  | Turchia                                                                | Amichevole                                                             | -                                                                      |                                                                        |
| 1-9-2001                                                               | Bratislava                                                             | Slovacchia                                                             | 0 – 1                                                                  | Turchia                                                                | Qual. Mondiali 2002                                                    | -                                                                      |                                                                        |
| 6-10-2001                                                              | Chișinău                                                               | Moldavia                                                               | 0 – 3                                                                  | Turchia                                                                | Qual. Mondiali 2002                                                    | 1                                                                      |                                                                        |
| 12-2-2002                                                              | Breda                                                                  | Turchia                                                                | 0 – 1                                                                  | Ecuador                                                                | Amichevole                                                             | -                                                                      |                                                                        |
| 26-3-2002                                                              | Bochum                                                                 | Corea del Sud                                                          | 0 – 0                                                                  | Turchia                                                                | Amichevole                                                             | -                                                                      |                                                                        |
| 17-4-2002                                                              | Kerkrade                                                               | Turchia                                                                | 2 – 0                                                                  | Cile                                                                   | Amichevole                                                             | -                                                                      |                                                                        |
| 23-5-2002                                                              | Hong Kong                                                              | Turchia                                                                | 0 – 2                                                                  | Sudafrica                                                              | Amichevole                                                             | -                                                                      |                                                                        |
| 9-6-2002                                                               | Incheon                                                                | Costa Rica                                                             | 1 – 1                                                                  | Turchia                                                                | Mondiali 2002 - 1º turno                                               | -                                                                      |                                                                        |
| 18-6-2002                                                              | Rifu                                                                   | Giappone                                                               | 0 – 1                                                                  | Turchia                                                                | Mondiali 2002 - Ottavi di finale                                       | -                                                                      |                                                                        |
| 21-8-2002                                                              | Trebisonda                                                             | Turchia                                                                | 3 – 0                                                                  | Georgia                                                                | Amichevole                                                             | 1                                                                      |                                                                        |
| 7-9-2002                                                               | Istanbul                                                               | Turchia                                                                | 3 – 0                                                                  | Slovacchia                                                             | Qual. Euro 2004                                                        | -                                                                      |                                                                        |
| 12-10-2002                                                             | Skopje                                                                 | Macedonia                                                              | 1 – 2                                                                  | Turchia                                                                | Qual. Euro 2004                                                        | 1                                                                      |                                                                        |
| 16-10-2002                                                             | Istanbul                                                               | Turchia                                                                | 5 – 0                                                                  | Liechtenstein                                                          | Qual. Euro 2004                                                        | -                                                                      |                                                                        |
| 12-2-2003                                                              | Smirne                                                                 | Turchia                                                                | 0 – 0                                                                  | Ucraina                                                                | Amichevole                                                             | -                                                                      |                                                                        |
| 2-4-2003                                                               | Sunderland                                                             | Inghilterra                                                            | 2 – 0                                                                  | Turchia                                                                | Qual. Euro 2004                                                        | -                                                                      |                                                                        |
| 7-6-2003                                                               | Bratislava                                                             | Slovacchia                                                             | 0 – 1                                                                  | Turchia                                                                | Qual. Euro 2004                                                        | 1                                                                      |                                                                        |
| 11-6-2003                                                              | Istanbul                                                               | Turchia                                                                | 3 – 2                                                                  | Macedonia                                                              | Qual. Euro 2004                                                        | 1                                                                      |                                                                        |
| 20-8-2003                                                              | Ankara                                                                 | Turchia                                                                | 2 – 0                                                                  | Moldavia                                                               | Amichevole                                                             | 1                                                                      |                                                                        |
| 11-10-2003                                                             | Istanbul                                                               | Turchia                                                                | 0 – 0                                                                  | Inghilterra                                                            | Qual. Euro 2004                                                        | -                                                                      |                                                                        |
| 15-11-2003                                                             | Riga                                                                   | Lettonia                                                               | 1 – 0                                                                  | Turchia                                                                | Qual. Euro 2004                                                        | -                                                                      |                                                                        |
| 19-11-2003                                                             | Istanbul                                                               | Turchia                                                                | 2 – 2                                                                  | Lettonia                                                               | Qual. Euro 2004                                                        | -                                                                      |                                                                        |
| 18-2-2004                                                              | Adana                                                                  | Turchia                                                                | 0 – 1                                                                  | Danimarca                                                              | Amichevole                                                             | -                                                                      |                                                                        |
| 31-3-2004                                                              | Zagabria                                                               | Croazia                                                                | 2 – 2                                                                  | Turchia                                                                | Amichevole                                                             | -                                                                      |                                                                        |
| 24-5-2004                                                              | Melbourne                                                              | Australia                                                              | 0 – 1                                                                  | Turchia                                                                | Amichevole                                                             | 1                                                                      |                                                                        |
| 2-6-2004                                                               | Seul                                                                   | Corea del Sud                                                          | 0 – 1                                                                  | Turchia                                                                | Amichevole                                                             | -                                                                      |                                                                        |
| 5-6-2004                                                               | Taegu                                                                  | Corea del Sud                                                          | 2 – 1                                                                  | Turchia                                                                | Amichevole                                                             | -                                                                      |                                                                        |
| 18-8-2004                                                              | Denizli                                                                | Turchia                                                                | 1 – 2                                                                  | Bielorussia                                                            | Amichevole                                                             | -                                                                      |                                                                        |
| 4-9-2004                                                               | Trebisonda                                                             | Turchia                                                                | 1 – 1                                                                  | Georgia                                                                | Qual. Mondiali 2006                                                    | -                                                                      |                                                                        |
| 8-9-2004                                                               | Pireo                                                                  | Grecia                                                                 | 0 – 0                                                                  | Turchia                                                                | Qual. Mondiali 2006                                                    | -                                                                      |                                                                        |
| 9-10-2004                                                              | Istanbul                                                               | Turchia                                                                | 4 – 0                                                                  | Kazakistan                                                             | Qual. Mondiali 2006                                                    | 1                                                                      |                                                                        |
| 13-10-2004                                                             | Copenaghen                                                             | Danimarca                                                              | 1 – 1                                                                  | Turchia                                                                | Qual. Mondiali 2006                                                    | 1                                                                      |                                                                        |
| 17-11-2004                                                             | Istanbul                                                               | Turchia                                                                | 0 – 3                                                                  | Ucraina                                                                | Qual. Mondiali 2006                                                    | -                                                                      |                                                                        |
| 8-10-2005                                                              | Istanbul                                                               | Turchia                                                                | 2 – 1                                                                  | Germania                                                               | Amichevole                                                             | -                                                                      |                                                                        |
| 12-10-2005                                                             | Tirana                                                                 | Albania                                                                | 0 – 1                                                                  | Turchia                                                                | Qual. Mondiali 2006                                                    | -                                                                      |                                                                        |
| 12-11-2005                                                             | Berna                                                                  | Svizzera                                                               | 2 – 0                                                                  | Turchia                                                                | Qual. Mondiali 2006                                                    | -                                                                      |                                                                        |
| 26-5-2006                                                              | Bochum                                                                 | Turchia                                                                | 1 – 1                                                                  | Ghana                                                                  | Amichevole                                                             | 1                                                                      |                                                                        |
| 28-5-2006                                                              | Amburgo                                                                | Turchia                                                                | 1 – 1                                                                  | Estonia                                                                | Amichevole                                                             | -                                                                      |                                                                        |
| 31-5-2006                                                              | Offenbach am Main                                                      | Arabia Saudita                                                         | 0 – 1                                                                  | Turchia                                                                | Amichevole                                                             | -                                                                      | cap.                                                                   |
| 2-6-2006                                                               | Arnhem                                                                 | Angola                                                                 | 2 – 3                                                                  | Turchia                                                                | Amichevole                                                             | 1                                                                      |                                                                        |
| 4-6-2006                                                               | Krefeld                                                                | Turchia                                                                | 0 – 1                                                                  | Macedonia                                                              | Amichevole                                                             | -                                                                      |                                                                        |
| 16-8-2006                                                              | Lussemburgo                                                            | Lussemburgo                                                            | 0 – 1                                                                  | Turchia                                                                | Amichevole                                                             | -                                                                      |                                                                        |
| 6-9-2006                                                               | Francoforte                                                            | Turchia                                                                | 2 – 0                                                                  | Malta                                                                  | Qual. Euro 2008                                                        | 1                                                                      |                                                                        |
| 11-10-2006                                                             | Francoforte                                                            | Turchia                                                                | 5 – 0                                                                  | Moldavia                                                               | Qual. Euro 2008                                                        | -                                                                      |                                                                        |
| 22-8-2007                                                              | Bucarest                                                               | Romania                                                                | 2 – 0                                                                  | Turchia                                                                | Amichevole                                                             | -                                                                      |                                                                        |
| 12-9-2007                                                              | Istanbul                                                               | Turchia                                                                | 3 – 0                                                                  | Ungheria                                                               | Qual. Euro 2008                                                        | -                                                                      | cap.                                                                   |
| 17-11-2007                                                             | Oslo                                                                   | Norvegia                                                               | 1 – 2                                                                  | Turchia                                                                | Qual. Euro 2008                                                        | 1                                                                      |                                                                        |
| 21-11-2007                                                             | Istanbul                                                               | Turchia                                                                | 1 – 0                                                                  | Bosnia ed Erzegovina                                                   | Qual. Euro 2008                                                        | 1                                                                      |                                                                        |
| 6-2-2008                                                               | Istanbul                                                               | Turchia                                                                | 0 – 0                                                                  | Svezia                                                                 | Amichevole                                                             | -                                                                      |                                                                        |
| 26-3-2008                                                              | Minsk                                                                  | Bielorussia                                                            | 2 – 2                                                                  | Turchia                                                                | Amichevole                                                             | -                                                                      | cap.                                                                   |
| 25-5-2008                                                              | Bochum                                                                 | Turchia                                                                | 2 – 3                                                                  | Uruguay                                                                | Amichevole                                                             | 1                                                                      |                                                                        |
| 29-5-2008                                                              | Duisburg                                                               | Finlandia                                                              | 0 – 2                                                                  | Turchia                                                                | Amichevole                                                             | -                                                                      |                                                                        |
| 7-6-2008                                                               | Ginevra                                                                | Portogallo                                                             | 2 – 0                                                                  | Turchia                                                                | Euro 2008 - 1º turno                                                   | -                                                                      |                                                                        |
| 11-6-2008                                                              | Basilea                                                                | Svizzera                                                               | 1 – 2                                                                  | Turchia                                                                | Euro 2008 - 1º turno                                                   | -                                                                      | cap.                                                                   |
| 15-6-2008                                                              | Ginevra                                                                | Turchia                                                                | 3 – 2                                                                  | Rep. Ceca                                                              | Euro 2008 - 1º turno                                                   | 2                                                                      | cap.                                                                   |
| 20-6-2008                                                              | Basilea                                                                | Croazia                                                                | 1 – 1 dts (1-3 dtr)                                                    | Turchia                                                                | Euro 2008 - Quarti di finale                                           | -                                                                      | cap.                                                                   |
| 28-3-2009                                                              | Madrid                                                                 | Spagna                                                                 | 1 – 0                                                                  | Turchia                                                                | Qual. Mondiali 2010                                                    | -                                                                      | cap.                                                                   |
| 1-4-2009                                                               | Istanbul                                                               | Turchia                                                                | 1 – 2                                                                  | Spagna                                                                 | Qual. Mondiali 2010                                                    | -                                                                      |                                                                        |
| 2-6-2009                                                               | Kayseri                                                                | Turchia                                                                | 2 – 0                                                                  | Azerbaigian                                                            | Amichevole                                                             | -                                                                      |                                                                        |
| 11-8-2009                                                              | Kiev                                                                   | Ucraina                                                                | 0 – 3                                                                  | Turchia                                                                | Amichevole                                                             | -                                                                      |                                                                        |
| 10-10-2009                                                             | Bruxelles                                                              | Belgio                                                                 | 2 – 0                                                                  | Turchia                                                                | Qual. Mondiali 2010                                                    | -                                                                      |                                                                        |
| 22-5-2010                                                              | Harrison                                                               | Turchia                                                                | 2 – 1                                                                  | Rep. Ceca                                                              | Amichevole                                                             | 1                                                                      |                                                                        |
| 29-5-2010                                                              | Filadelfia                                                             | Stati Uniti                                                            | 2 – 1                                                                  | Turchia                                                                | Amichevole                                                             | -                                                                      |                                                                        |
| 11-8-2010                                                              | Istanbul                                                               | Turchia                                                                | 2 – 0                                                                  | Romania                                                                | Amichevole                                                             | -                                                                      |                                                                        |
| 3-9-2010                                                               | Astana                                                                 | Kazakistan                                                             | 0 – 3                                                                  | Turchia                                                                | Qual. Euro 2012                                                        | 1                                                                      |                                                                        |
| 12-10-2010                                                             | Baku                                                                   | Azerbaigian                                                            | 1 – 0                                                                  | Turchia                                                                | Qual. Euro 2012                                                        | -                                                                      |                                                                        |
| Totale                                                                 |                                                                        | Presenze                                                               | 69                                                                     |                                                                        | Reti (6º posto)                                                        | 19                                                                     |                                                                        |

## Palmarès

### Club
- Coppa di Turchia: 2

Beşiktaş: 1997-1998, 2010-2011
- Supercoppa turca: 1

Beşiktaş: 1998